# Ardisia costaricensis
Ardisia costaricensis Lundell – gatunek roślin z rodziny pierwiosnkowatych (Primulaceae). Występuje naturalnie w Hondurasie, Nikaragui, Kostaryce oraz Panamie. 

## Morfologia
PokrójZimozielone drzewo dorastające do 10 m wysokości.
LiścieBlaszka liściowa ma odwrotnie jajowaty lub lancetowaty kształt. Mierzy 5–9,5 cm długości oraz 2–4 cm szerokości, jest prawie całobrzega, ma tępą nasadę lub zbiegającą po ogonku i spiczasty wierzchołek. Ogonek liściowy jest nagi i ma 7–10 mm długości.
KwiatyZebrane w wiechach wyrastających na szczytach pędów. Mają działki kielicha o owalnym kształcie i dorastające do 1–2 mm długości. Płatki są owalne i mają białą barwę oraz 5–6 mm długości.
OwocPestkowce mierzące 4-6 mm średnicy, o kulistym kształcie.

## Biologia i ekologia
Rośnie w lasach. Występuje na wysokości od 900 do 1600 m n.p.m.